# Huawei Cloud

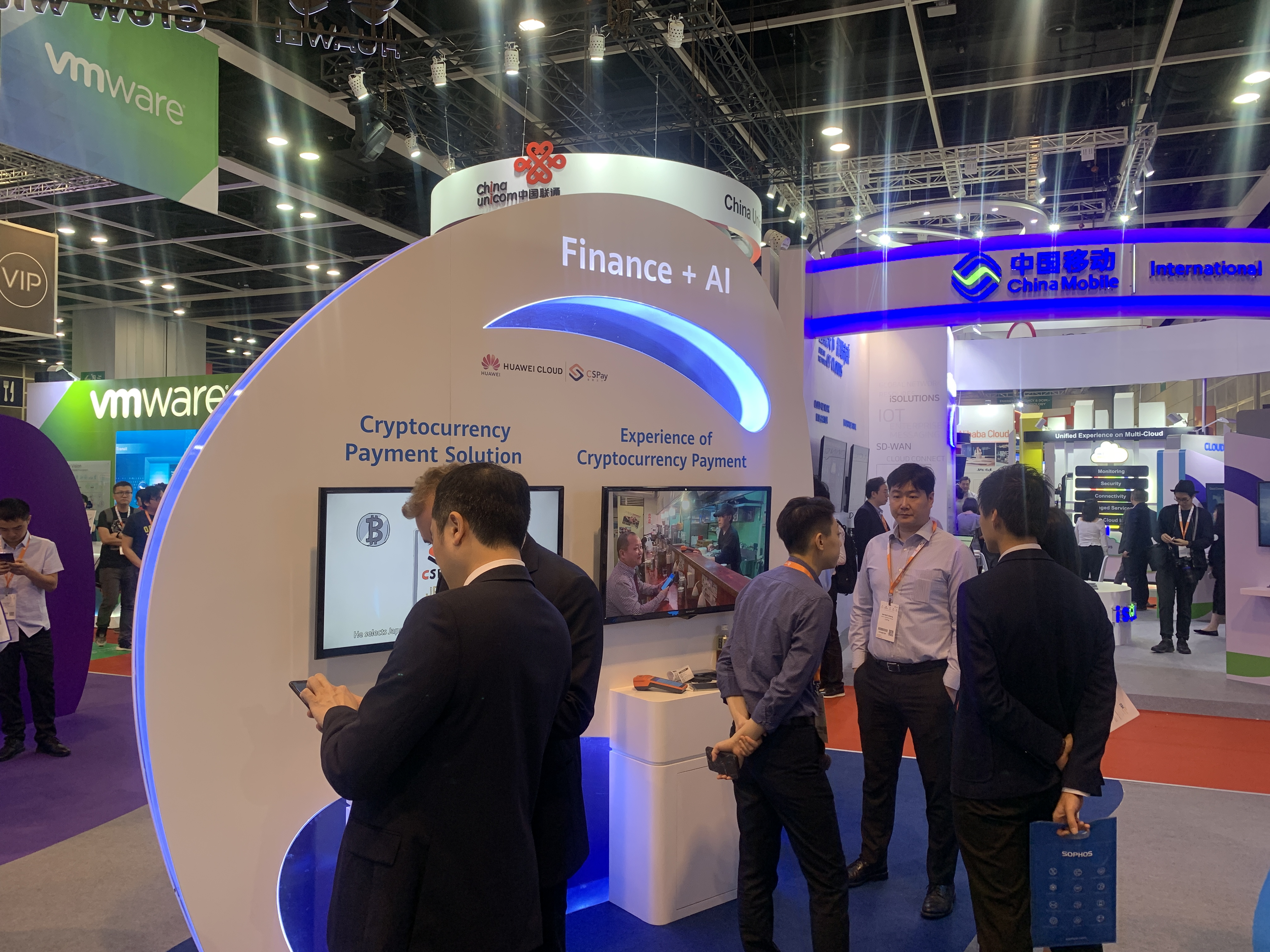
香港HuaweiCloud展

Huawei Cloud（ファーウェイ・クラウド）は、ファーウェイによって開始されたオンラインストレージ。2018年のHuawei社の新サービスでは、ビジネスはアジア、ヨーロッパ、アフリカにあり、多くの国際的なセキュリティ認証機関によって認証されている。
同社の標語は、「+サイバー，将来が見える」。

## 発展
Huaweiクラウド サミットでは、香港でスマートフルスタックAIサービスが開始され、ワンストップAI開発プラットフォームModelArts、テキスト認識（OCR）、自然言語処理、および画像分析を含む48個のAIサービスが提供されている。また、Blockchainなどの一連のサービスが開始され、1000モデルを超えるインターネット（IoT）サービスが提供される事が発表され、さらに40個以上のISV（独立系ソフトウェアベンダ）商品および16種類合計250個のソフトウェアアプリケーションが世界中のユーザーに提供される。

## データセンター
- 中国本土：北京、上海、貴陽、広州、深圳、大連
- 国際地区：香港、シンガポール、バンコク、モスクワ、ベルリン、パリ、フランクフルト、アムステルダム、ヨハネスブルグ、メキシコ、リマ、サンパウロ、サンディエゴ、ブエノスアイレス [4]

## Blockchain
世界通用なデータアプリケーション、金融業界など、さまざまな業界に適用できるグローバルなBlockchainサービスソリューションを発表した。機能としては、身元認証、食品のトレーサビリティ、遠隔医療、データ送信、IoTデバイス管理、情報検証、が含まれる。
Huawei Clouds Capital Payment CSpay‐第3の暗号通貨支払いプラットフォームは、このプラットフォームを推進するために1000万ドル以上を投資しており、年間10万人以上のユーザーを持つ事を期待されている。